# Крайние точки Болгарии
Ниже приведен список крайних точек Болгарии.

## Крайние точки
- Северная точка — устье реки Тимок, Видинская область (44°12′49″ с. ш. 22°39′57″ в. д.HGЯO)
- Южная точка — гора Вейката, Кырджалийская область (41°14′05″ с. ш. 25°17′18″ в. д.HGЯO)
- Западная точка — гора Шулеп Кымак , Кюстендилская область (42°18′45″ с. ш. 22°21′36″ в. д.HGЯO)
- Восточная точка — Шабла, Добричская область (43°32′22″ с. ш. 28°36′25″ в. д.HGЯO)
- Юго-западная точка — гора Тумба (41°20′17″ с. ш. 22°56′33″ в. д.HGЯO)

## Крайние высоты
- Высочайшая точка — гора Мусала, Софийская область (2925 м)

42°10′47″ с. ш. 23°35′12″ в. д.
- Низшая точка — Черноморское побережье Болгарии (0 м).